# Aleksander Vasiljevič Suvorov
Aleksander Vasiljevič Suvorov (rusko Алекса́ндр Васи́льевич Суво́ров), ruski generalisim, * 24. november 1729, Moskva, Ruski imperij (danes Rusija), † 18. maj 1800. 
Njegov polni naziv je bil Aleksander Vasiljevič Suvorov, knez Italije, grof Rimnika, grof Svetega rimskega cesarstva, princ Sardinije, generalisim Rusije, maršal avstrijskih in sardinskih oboroženih sil.
Suvorov se je v vojaško zgodovino vpisal kot izredno sposoben general brez izgubljene bitke.
Njegovi švedski predniki z imenom Suvor so se leta 1622 izselili v Rusijo. Že kot deček je stopil v vojsko. Sodeloval je v bojih proti Švedom na Finskem in med sedemletno vojno (1756–1763) proti pruskim enotam. V bitkah se je izredno izkazal. Leta 1762 so ga povišali v polkovnika.

## Njegovi izreki
Krogla je bedak, bajonet junak!